# ورزشگاه جوزپه گرزار
ورزشگاه جوزپه گرزار (ایتالیایی: Stadio Giuseppe Grezar) یک ورزشگاه فوتبال در تریسته، ایتالیا است.
این ورزشگاه که در سال ۱۹۳۲ تاسیس و در سال ۱۹۹۲ بسته شده است یکی از ورزشگاه‌های مورد استفاده در جام جهانی فوتبال ۱۹۳۴ بوده است.